# Канадский музей авиации и космоса (Оттава)
Канадский музей авиации и космоса (англ. Canada Aviation and Space Museum, фр. Musée de l'aviation et de l'Espace du Canada) — авиационный музей в г. Оттава. Расположен на территории учебного аэродрома Роклифф к востоку от района Роклифф-парк.

## История
Музей был создан в 1964 г. на базе ВВС Канады Роклифф под названием «Национальная коллекция воздухоплавания» (англ. National Aeronautical Collection). В его основу были положены 3 существовавших к тому времени собрания: Национальный музей авиации на базе ВВС Аплендс, посвящённый ранней истории воздухоплавания; коллекция Канадского военного музея, где были представлены военные самолёты, в том числе трофейные; и Музей Королевских канадских ВВС, включавший современные образцы.

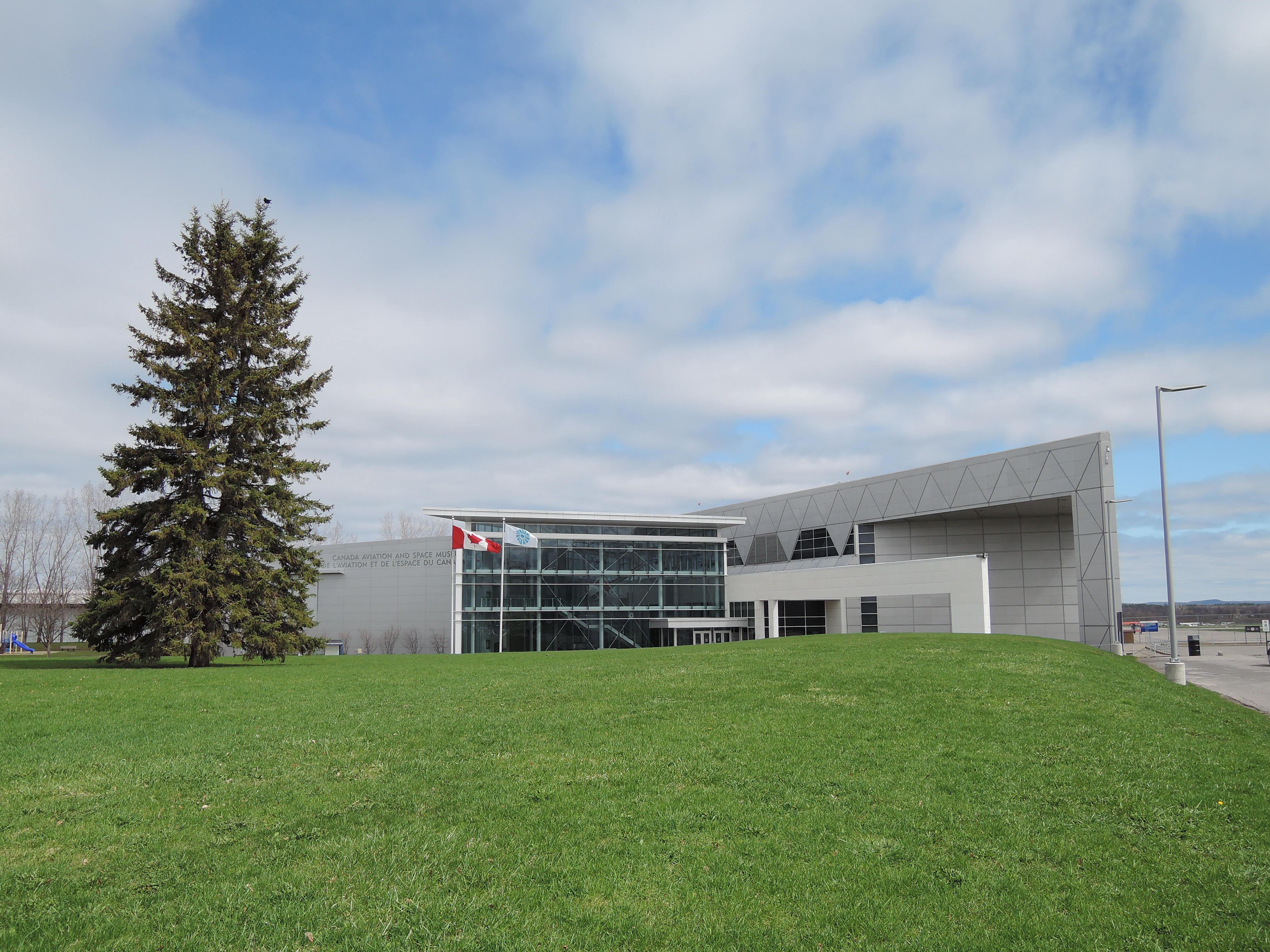
Вход в музей (2014)

## Современность
С мая 2010 г. музей получил своё современное название.
Музей часто организует авиашоу в сотрудничестве с музеем Старинные крылья Канады, расположенным за рекой, в г. Гатино.

## Экспозиция

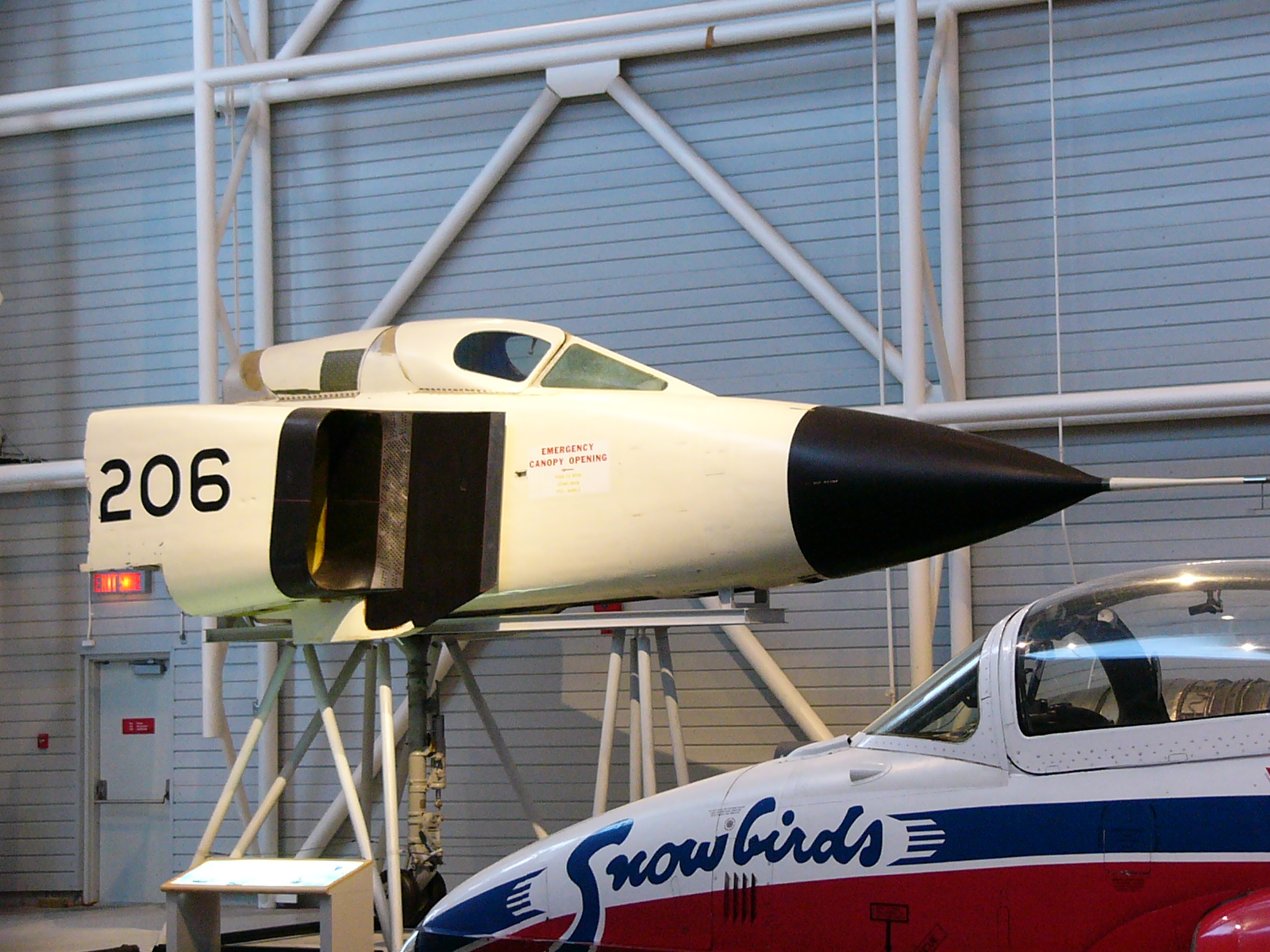
Носовая секция Avro Arrow RL 206
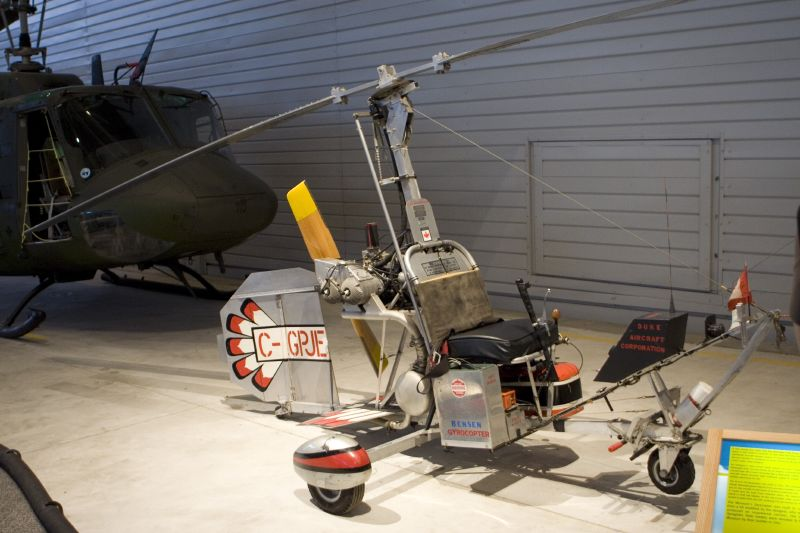
Bensen B-8
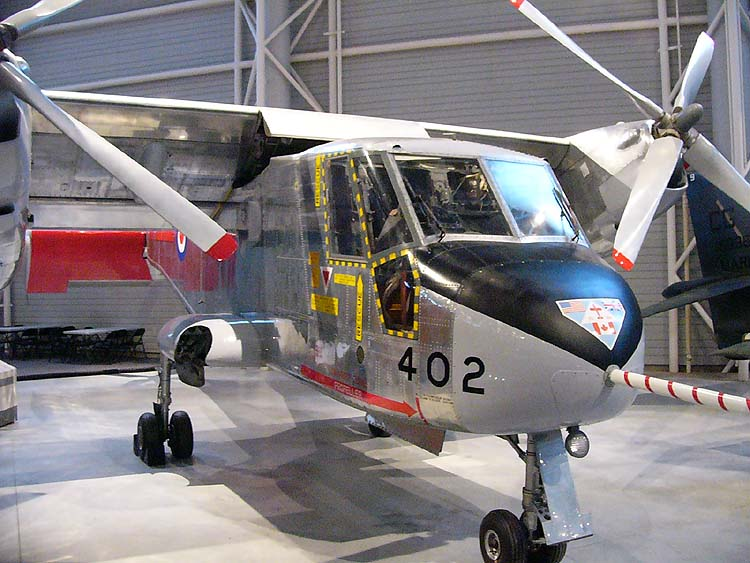
Прототип Canadair CL-84 Dynavert
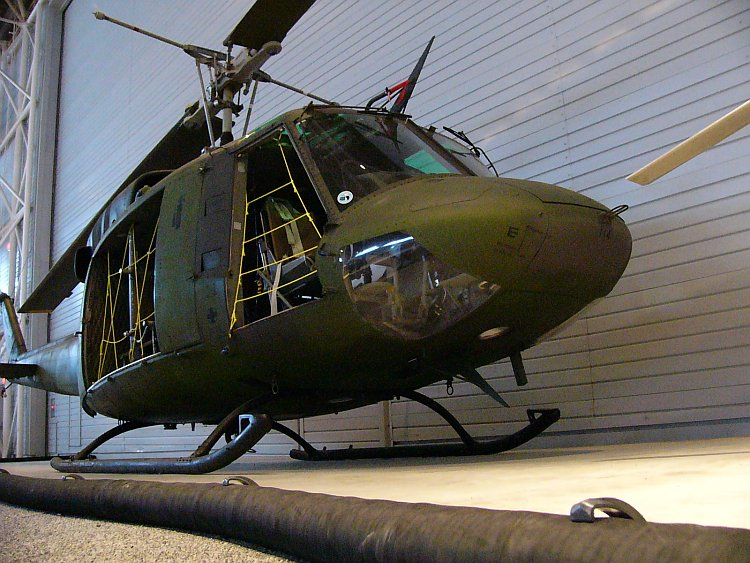
UH-1N Twin Huey, серийный номер 135114
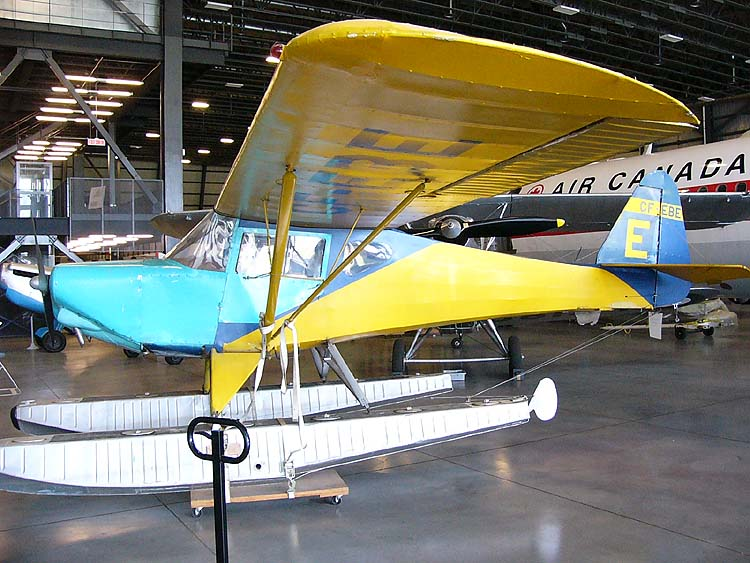
Fleet Canuck, серийный номер 149.
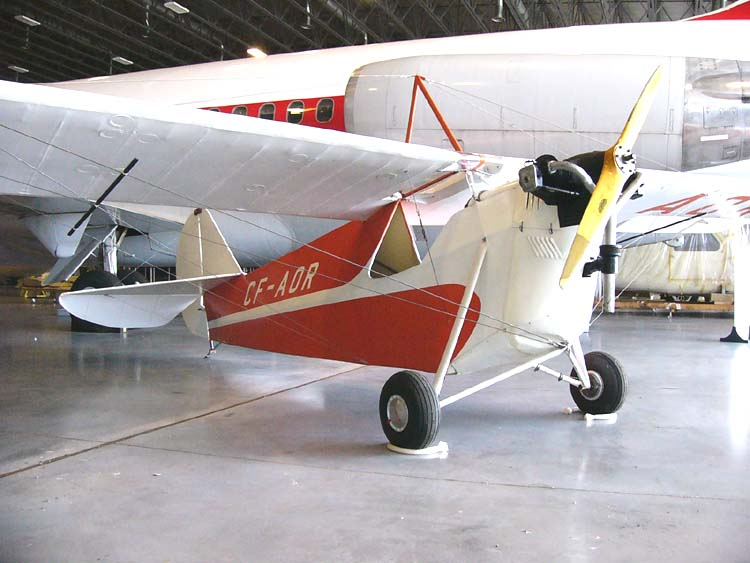
Aeronca C-2 CF-AOR.
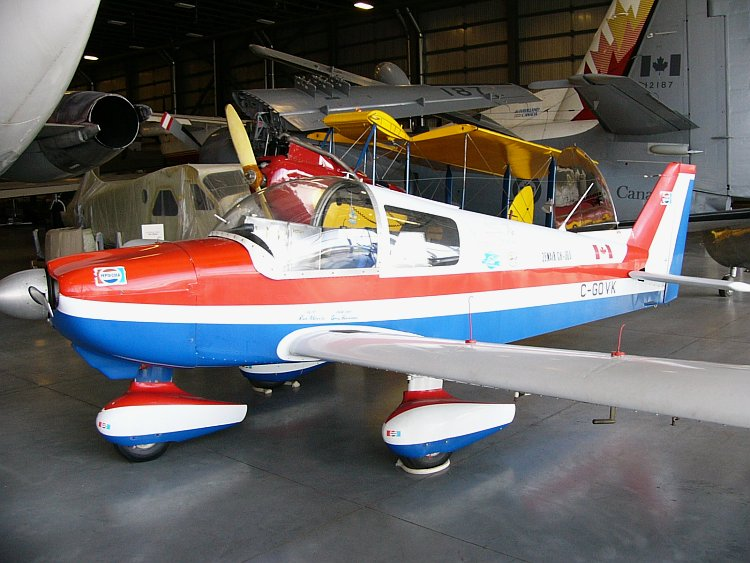
Zenair CH 300 Tri Zenith C-GOVK. На нём Ред Моррис совершил рекордный беспосадочный перелёт через Канаду в 1978 г.
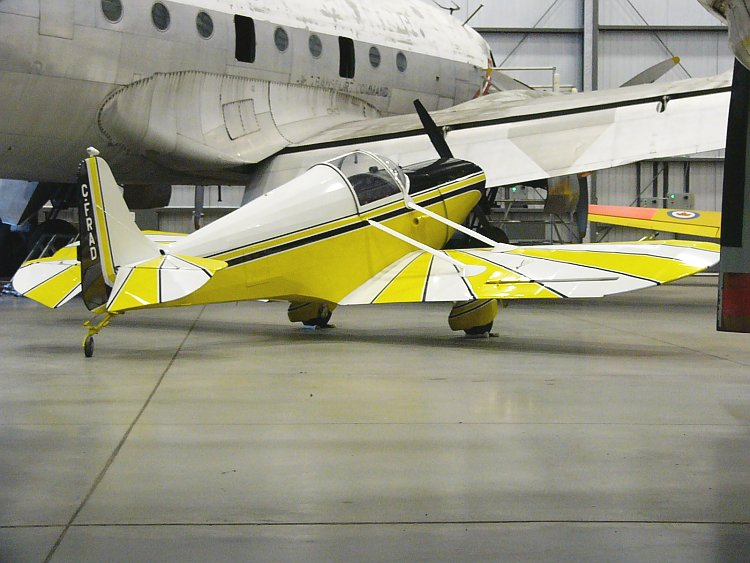
Первый собственный канадский любительский летательный аппарат, Stitts SA-3A Playboy CF-RAD.
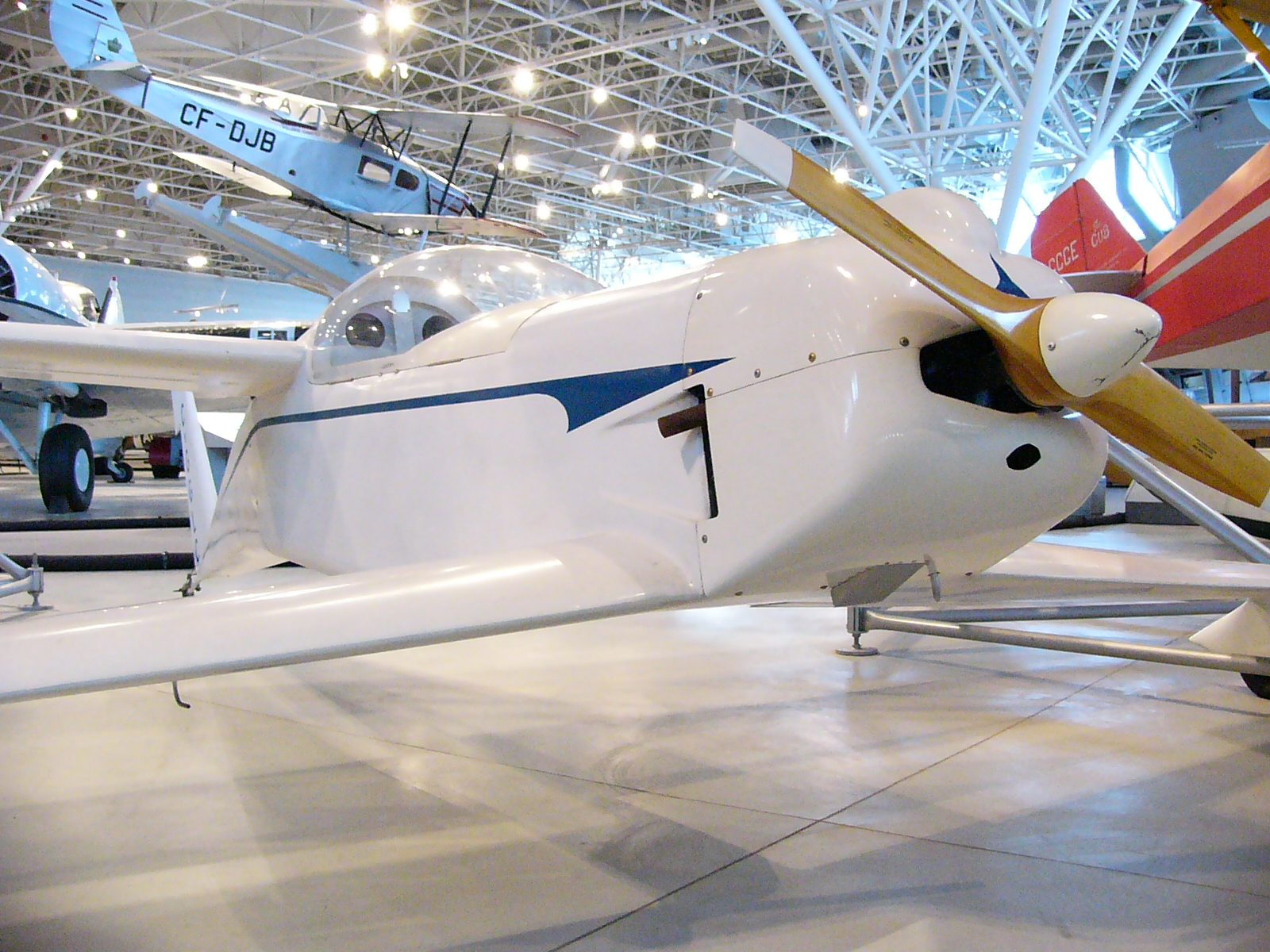
Оригинальный Rutan Quickie с двигателем Orion мощностью 18 лс.
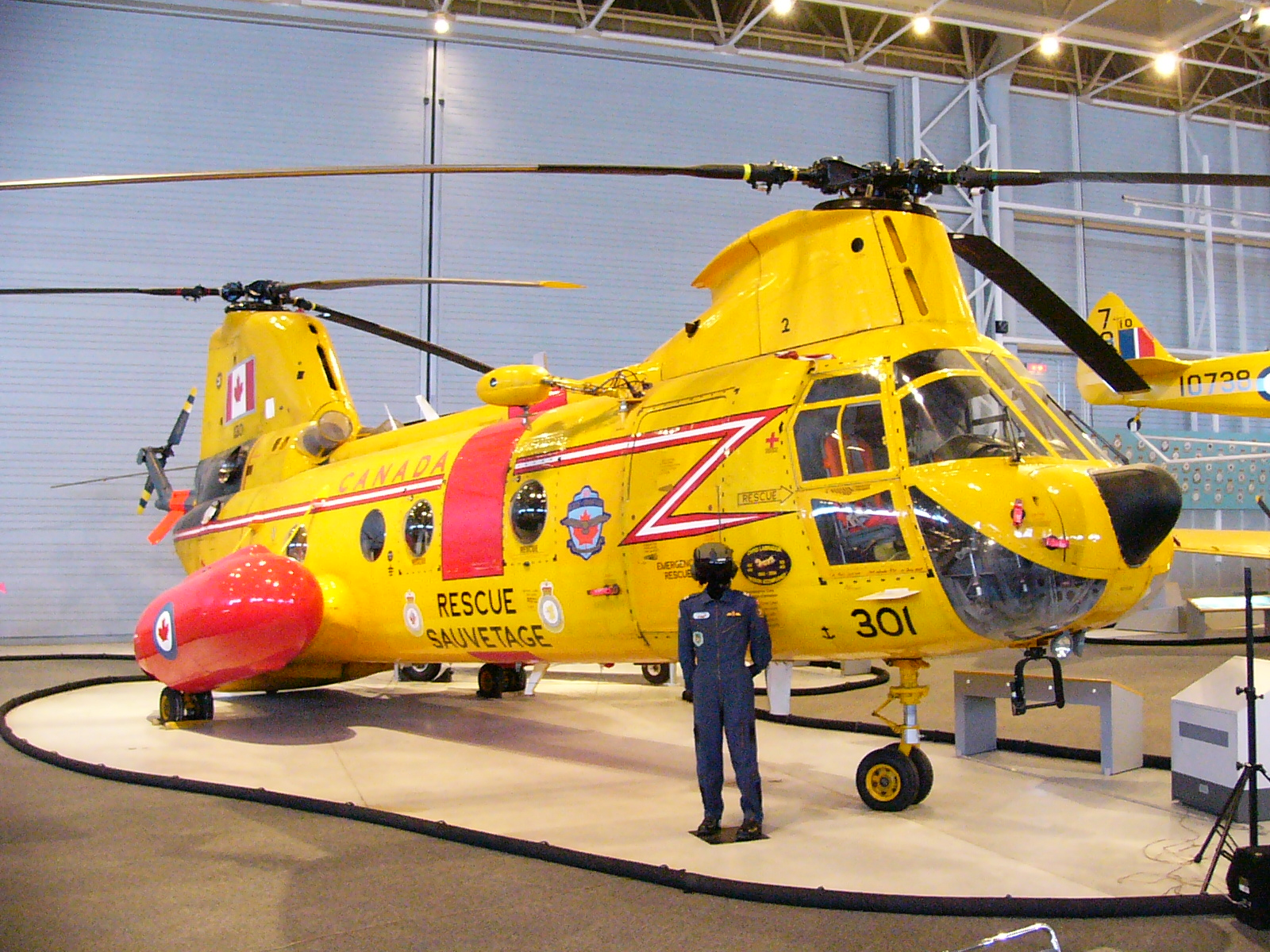
Вертолёт CH-113 Labrador.
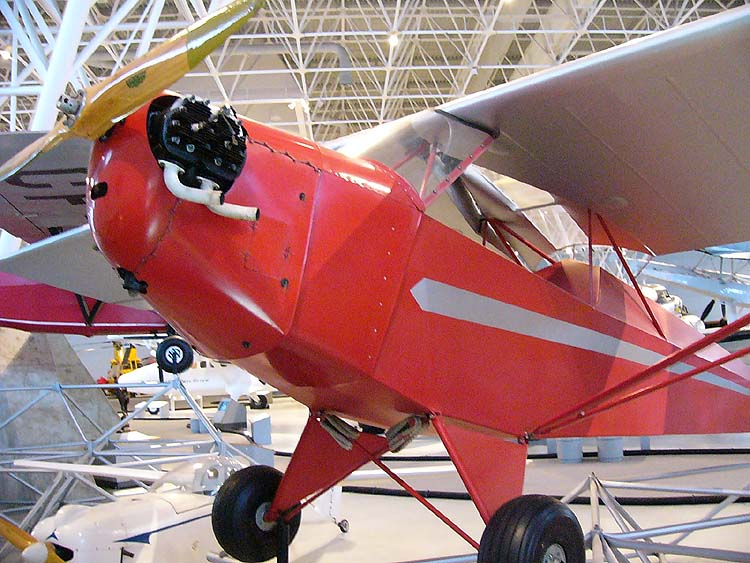
Taylor E-2 Cub с двигателем Continental A-40.
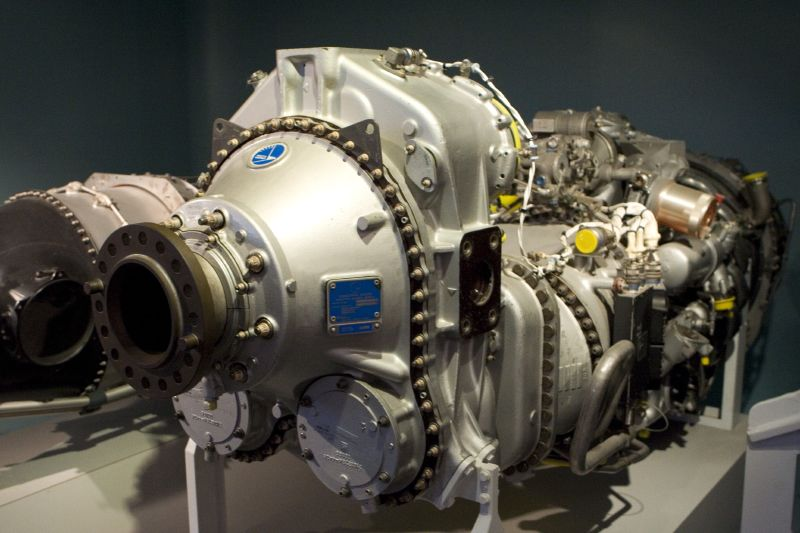
PW120.